# Magdaleniec (Nidzica)
Magdaleniec (deutsch Magdalenz) ist ein kleines Dorf in der polnischen Woiwodschaft Ermland-Masuren. Es gehört zur Gmina Nidzica (Stadt- und Landgemeinde Neidenburg) im Powiat Nidzicki (Kreis Neidenburg).

## Geographische Lage
Magdaleniec mit dem kleinen Weiher in der Dorfmitte liegt in der südwestlichen Mitte der Woiwodschaft Ermland-Masuren, sechs Kilometer östlich der Kreisstadt Nidzica (deutsch Neidenburg).

## Geschichte
Die Gründung des seinerzeit Magdalenietz genannten Dorfes soll vor 1498 erfolgt sein. Zwischen 1874 und 1945 war es in den Amtsbezirk Bartoschken (polnisch Bartoszki) eingegliedert, der – 1938 in „Amtsbezirk Bartzdorf (Ostpr.)“ umbenannt – zum ostpreußischen Kreis Neidenburg gehörte.
Im Jahre 1910 waren 138 Einwohner in Magdalenz gemeldet. Ihre Zahl verringerte sich bis 1933 auf 136 und belief sich 1939 auf nur noch 119. Aufgrund der Bestimmungen des Versailler Vertrags stimmte die Bevölkerung in den Volksabstimmungen in Ost- und Westpreußen am 11. Juli 1920 über die weitere staatliche Zugehörigkeit zu Ostpreußen (und damit zu Deutschland) oder den Anschluss an Polen ab. In Magdalenz stimmten 93 Einwohner für den Verbleib bei Ostpreußen, auf Polen entfielen zwei Stimmen.
Mit dem gesamten südlichen Ostpreußen wurde Magdalenz 1945 in Kriegsfolge an Polen überstellt. Das Dorf erhielt die polnische Namensform „Magdaleniec“ und ist heute mit dem Sitz eines Schulzenamts (polnisch Sołectwo) eine Ortschaft im Verbund der Gmina Nidzica (Stadt- und Landgemeinde Neidenburg) im Powiat Nidzicki (Kreis Neidenburg), bis 1998 der Woiwodschaft Olsztyn, seither der Woiwodschaft Ermland-Masuren zugehörig. Im Jahre 2011 zählte Magdaleniec 118 Einwohner.

## Kirche
Vor 1945 war Magdalenz in die evangelische Pfarrkirche Neidenburg in der Kirchenprovinz Ostpreußen der Kirche der Altpreußischen Union, außerdem in die Römisch-katholische Pfarrkirche Neidenburg im damaligen Bistum Ermland eingegliedert.
Heute gehört Magdaleniec evangelischerseits zur Heilig-Kreuz-Kirche Nidzica in der Diözese Masuren der Evangelisch-Augsburgischen Kirche in Polen, katholischerseits zur Filialkirche Grzegórzki (Gregersdorf) der Pfarrei Napiwoda (Grünfließ) im jetzigen Erzbistum Ermland.

## Verkehr
Magdaleniec liegt südlich der Woiwodschaftsstraße 604 und ist von dort über den Abzweig Grzegórzki auf einer Nebenstraße erreichbar, die bis nach Piotrowice (Piotrowitz, 1932 bis 1945 Alt Petersdorf) und Zagrzewo (Sagsau) führt. Eine Anbindung an den Bahnverkehr besteht nicht.